# Le Drame de Shanghaï
Le Drame de Shanghaï is een Franse dramafilm uit 1938 onder regie van Georg Wilhelm Pabst. Destijds werd de film in Nederland uitgebracht onder de titel Drama in Shanghai.

## Verhaal
De Russin Blonski zingt onder de artiestennaam Kay Murphy in een nachtclub in Shanghai. Ze wordt door haar vroegere minnaar Ivan gedwongen om te studeren voor een criminele organisatie. Haar dochter Vera zit op een kostschool in Hongkong en weet niets over de activiteiten van haar moeder.

## Rolverdeling
| Acteur            | Personage       |
| ----------------- | --------------- |
| Christl Mardayn   | Mevrouw Blonski |
| Louis Jouvet      | Ivan            |
| Raymond Rouleau   | André Franchon  |
| Dorville          | Big-Bill        |
| Suzanne Desprès   | Niania          |
| Élina Labourdette | Vera Blonski    |